# Hummer H2
Der Hummer H2 ist ein SUV-Modell der ehemaligen US-amerikanischen Automarke Hummer.
Der H2 war der Versuch von GM, die steigende Nachfrage nach Sport Utility Vehicles (SUV) zu nutzen und dabei gleichzeitig von der Popularität des militärischen Hummers zu profitieren. So ist der H2 technisch eng verwandt mit seinen Konzernbrüdern Chevrolet Tahoe und Cadillac Escalade, ähnelt jedoch optisch mehr dem H1. Der H2 weist gute Geländeeigenschaften auf, die jedoch die des H1 nicht erreichen. Die Hummer-H2-Modelle sind außerdem in vielen Filmen und Serien, wie beispielsweise in CSI: Miami als Polizeidienstfahrzeug, zu sehen.

## Ausstattung
Der H2 bot serienmäßig Bordcomputer, Doppelairbag vorne, Klimaautomatik und Heizung, Radio mit Kassettendeck und CD-Spieler, Automatikgetriebe, Multifunktionslenkrad, Tempomat, Zentralverriegelung, elektrische Fensterheber, achtfach elektrisch verstellbare Ledersitze (speicherbare Einstellung für Fahrersitz) und vieles mehr.
Obwohl der H2 nie offiziell in Deutschland angeboten wurde, sind dennoch einige Fahrzeuge auf dem Markt vorhanden. In den USA lag der Grundpreis für einen H2 bei etwa 67.000 US-Dollar.

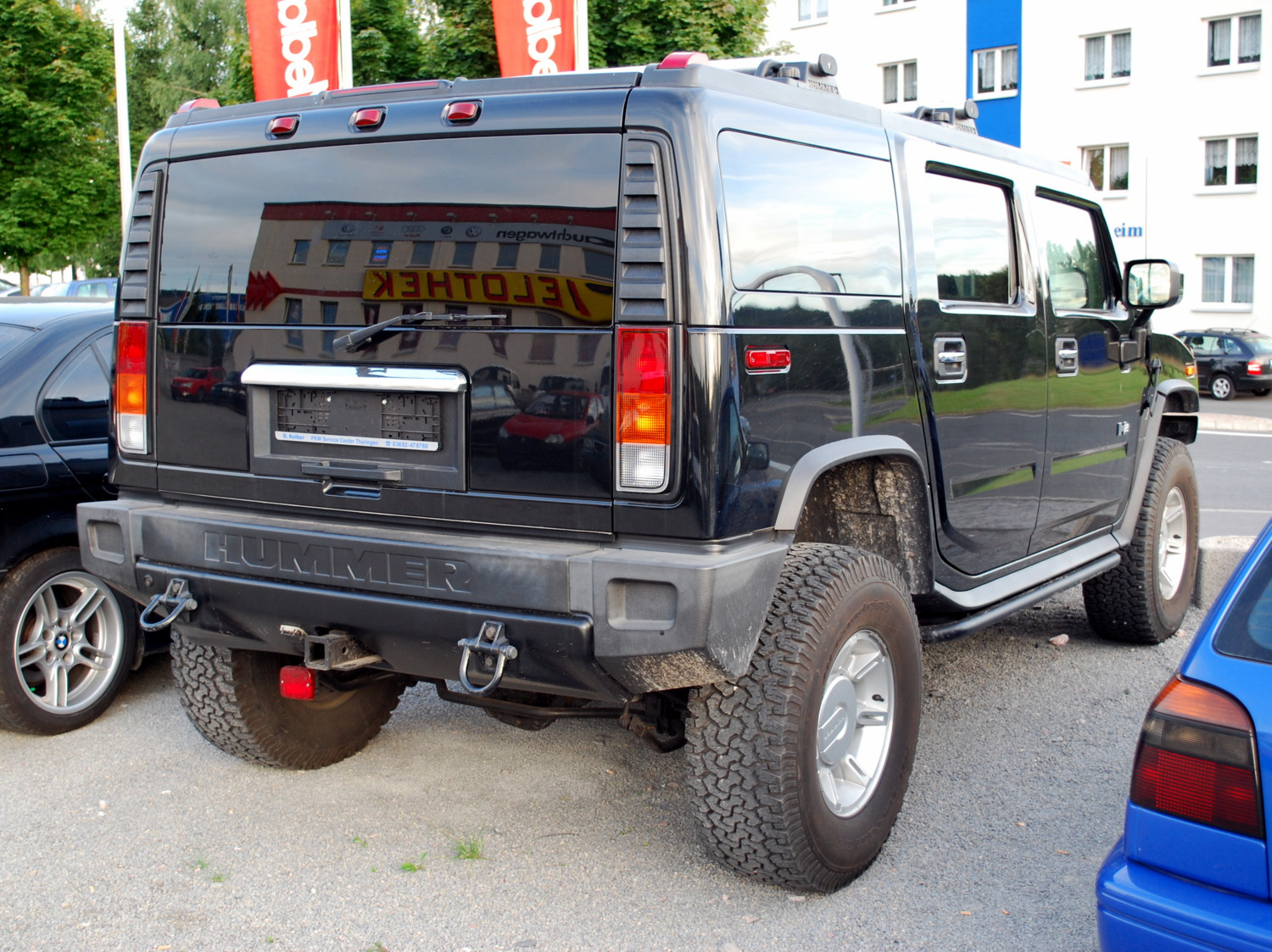
Heckansicht
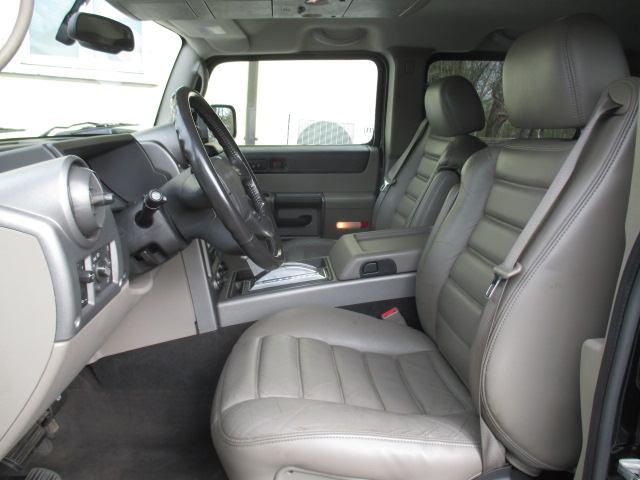
Innenraum (1. Reihe)
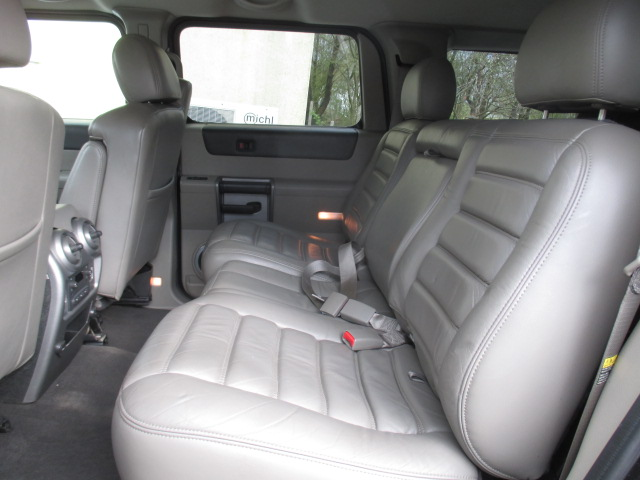
Innenraum (2. Reihe)
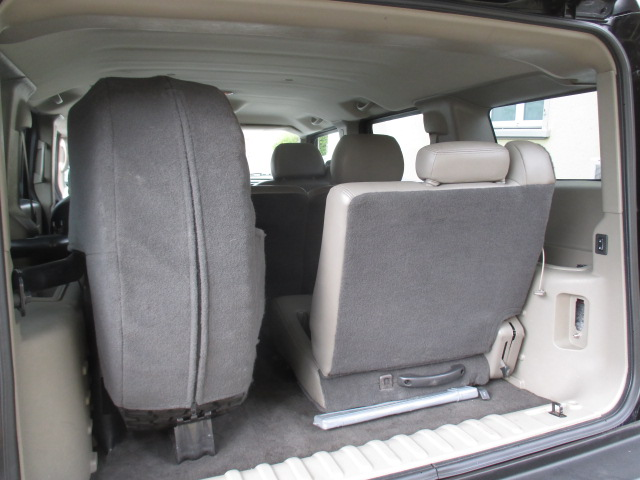
Innenraum (3. Reihe)

## Karosserievarianten
Die ursprüngliche Version des H2 war als reguläres fünftüriges SUV mit durchgehend geschlossener Kabine und Kofferraum aufgebaut. 2005 erschien der Hummer H2 SUT (Sports Utility Truck). Der SUT hatte eine viertürige Fahrgastkabine und eine Ladefläche statt eines Kofferraumes.

## Hummer H2 Modelljahr 2008–2009

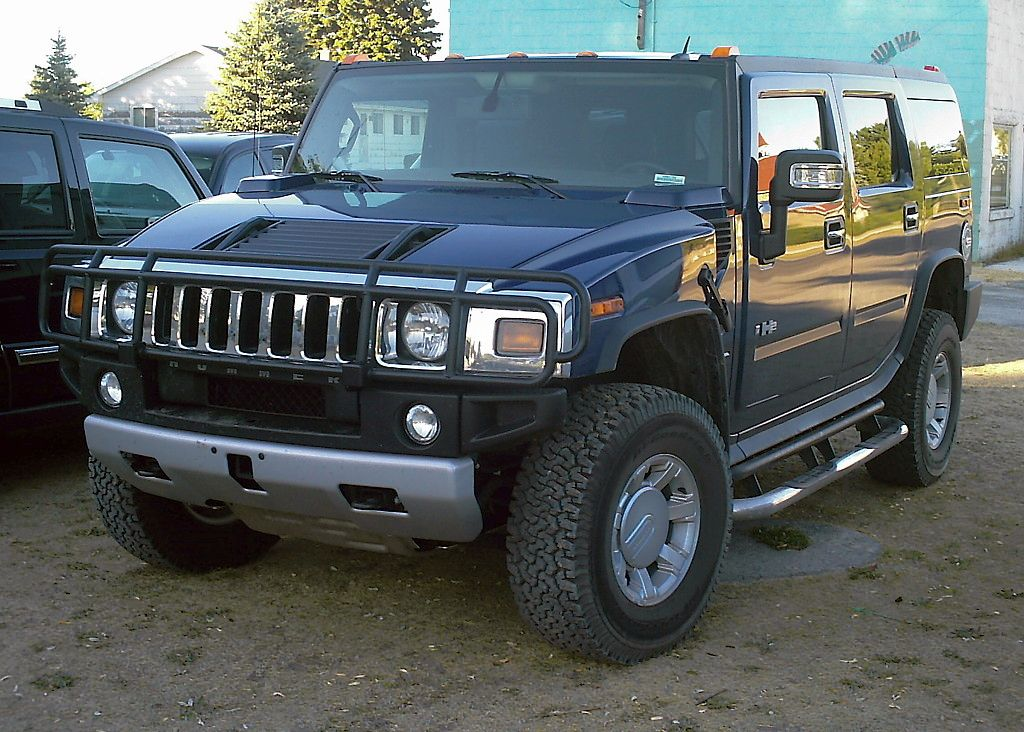
Hummer H2, Modelljahr 2008

Der ab Mitte 2007 angebotene Hummer H2 wurde mit einem 293 kW (398 PS) leistenden 6,2-l-V8-Motor ausgestattet. An den Geländeeigenschaften änderte sich nichts, allerdings erhielt der H2 einen verbesserten Innenraum und auch eine vollständige herausnehmbare dritte Sitzreihe, um die Kapazität auf 7 Plätze zu steigern. Es gab auch Versionen mit Einzelsitzen in der 2. Reihe um einen Mittelgang nach hinten zu ermöglichen, somit fiel die Anzahl der Sitzplätze wieder auf 6. An der Karosserie gab es nur minimale Änderungen am Kühlergrill.
Verkaufsstart war 2007, die Preise begannen bei knapp 70.000 US-Dollar.

### Technische Daten
- Motor: V8-Motor Vortec 6000 (2003–2007), V8-Motor Vortec 6200 (LY6) (2008–2009)
- Hubraum: 5967 cm³ (2003–2007), 6.162 cm³ (2008–2009)
- Leistung: 236 kW (321 PS) bei 5200/min (2003–2007), als H2 SUT (2005): 242 kW (330 PS) bei 5200/min, 291 kW (398 PS) bei 5200/min (2008–2009)
- Getriebe: Vierstufen-Automatik, Traktionskontrolle und Differenzialsperre an der Hinterachse (2003–2007), Sechsstufen-Automatik, Traktionskontrolle und Differenzialsperre an der Hinterachse (2008–2009)
- Beschleunigung: 0–100 km/h in 11,0 s (2003–2007), Beschleunigung 0–100 km/h 7,8s (2008–2009)
- Höchstgeschwindigkeit: 160 km/h (elektronisch abgeregelt)
- Maße: 4820 mm × 2062 mm × 2012 mm (Länge [ohne Ersatzrad] × Breite [ohne Außenspiegel] × Höhe [ohne Dachgrundträger])
- Durchschnittsverbrauch: 23 l/100 km (2003–2007), 19,7 l/100 km (2008–2009)
- Radstand: 3119 mm
- Gewicht: 2903 kg (max. 3901 kg)
- Tankinhalt: 121 Liter
- Cw-Wert: 0,53

## Zulassungszahlen
Zwischen 2006 und 2010 sind in Deutschland 595 Hummer H2 neu zugelassen worden. 2008 war mit 254 Neuzulassungen das erfolgreichste Jahr.